# Euxoa intensior
Euxoa intensior là một loài bướm đêm trong họ Noctuidae.